# Liste von Bahnhöfen in Kolumbien
Dieser Artikel beinhaltet eine Übersicht über Bahnhöfe in Kolumbien. Nur wenige der Stationen werden vom Personenverkehr bedient, da die staatliche Eisenbahngesellschaft Ferrocarriles Nacionales de Colombia in den 1990er Jahren liquidiert wurde.
Die Liste beinhaltet nicht nur Bahnhöfe, die ins nationale Bahnnetz integriert sind. Einige Stationen zwischen Bogotá und Zipaquirá werden gelegentlich von der touristischen Bahn Tren Turístico de la Sabana angefahren. Zurzeit findet in der Region um Barrancabermeja täglich Personenverkehr statt.
Die alten Bahnhöfe Kolumbiens wurden 1996 in die Liste der Monumentos Nacionales de Colombia und Bienes de Interés Cultural de Carácter Nacional aufgenommen. 2008 wurde durch das Gesetz Ley 1185 das Kulturerbe der Nation definiert als "materielle Güter, immaterielle Manifestationen, Produkte und Darstellungen von Kultur,

die die Nationalität von Kolumbien ausdrücken. Seither wurden 1084 Objekte zu "Monumentos Nacionales" erklärt. Für die Regulierung, Reglementierung, Unterhaltung, Schutz und Schutzmaßnahmen ist das Ministerio de Cultura in Zusammenarbeit mit dem Consejo Nacional de Patrimonio verantwortlich. Für die weiteren Kulturgüter und Nationalparks siehe Liste der Nationalen Denkmäler Kolumbiens und Naturparks in Kolumbien.

## Antioquia
Amagá
- Estación de Salinas.

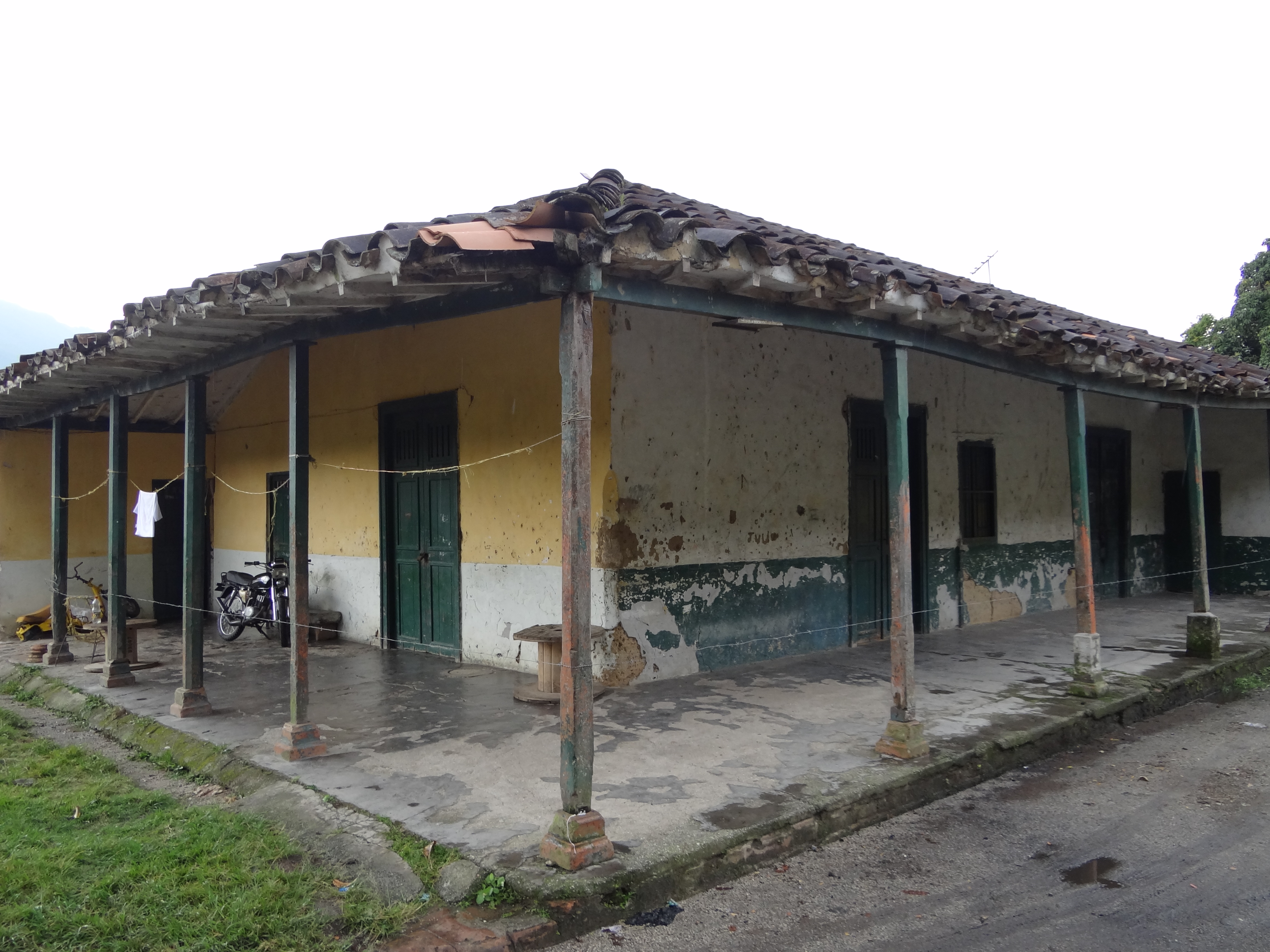
Bahnhof Piedecuesta

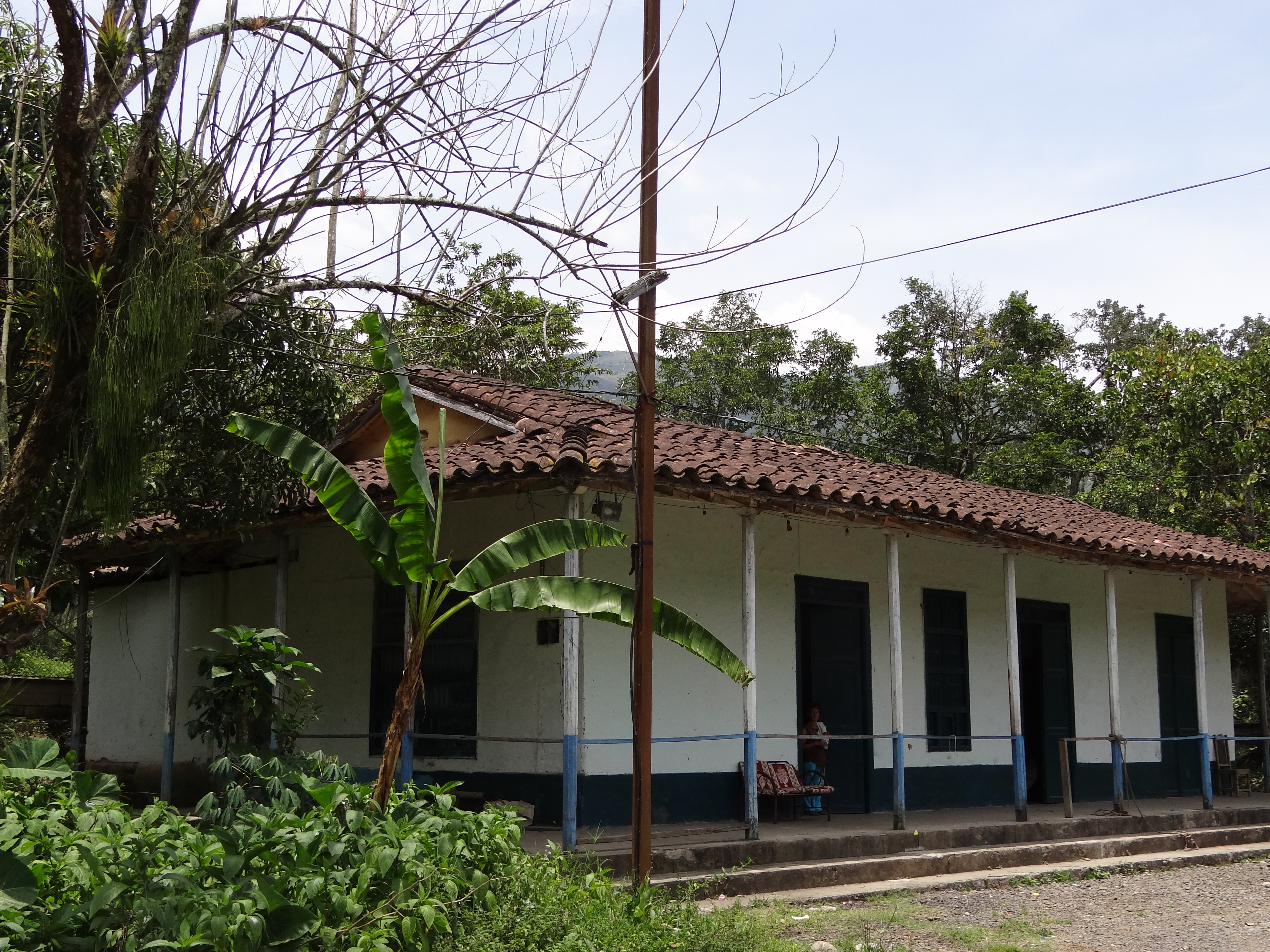
Fahrkartenschalter von Barbosa

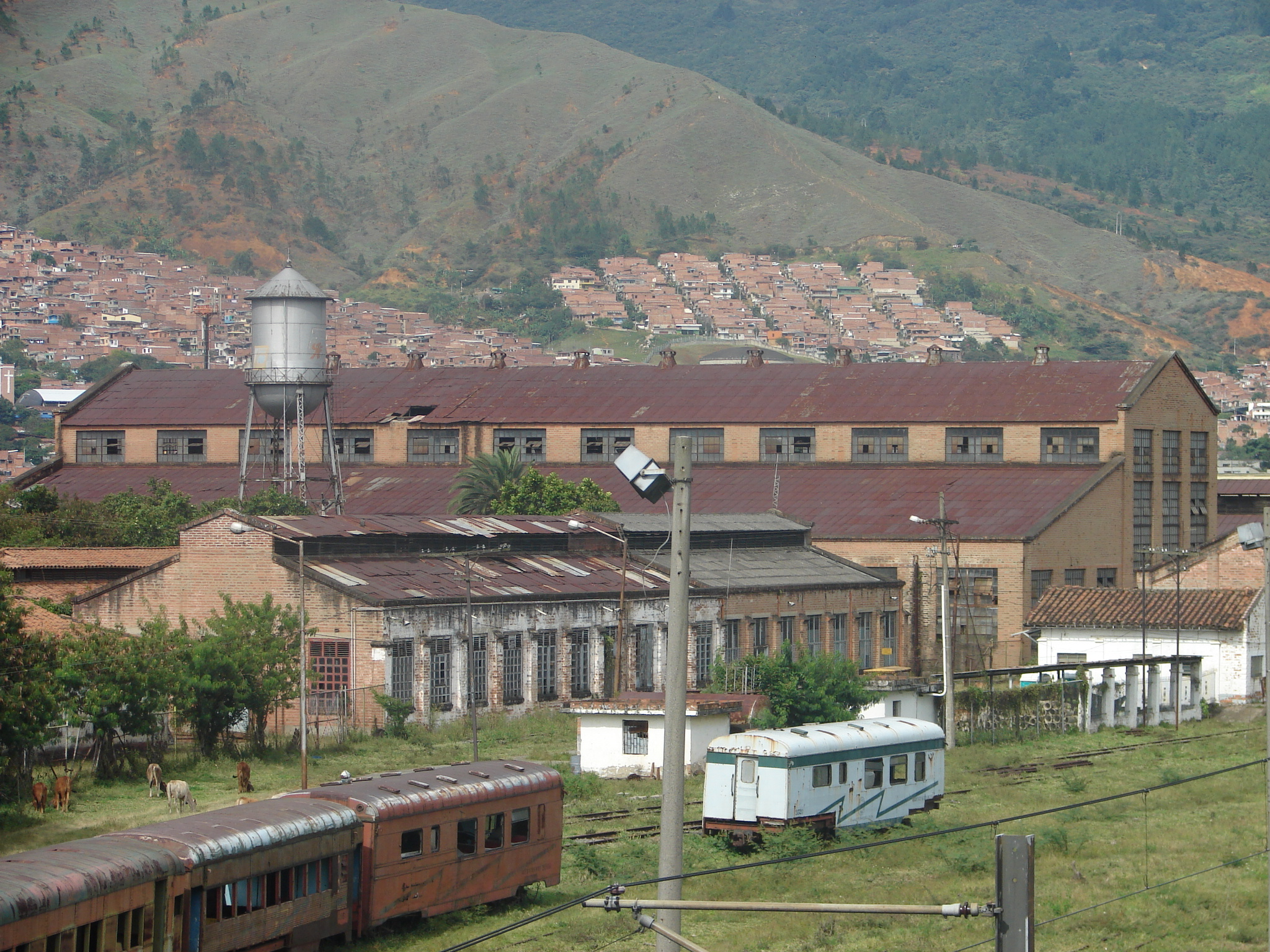
Bahnhof von Bello

- Estación del ferrocarril Minas.
- Estación del ferrocarril Nicanor Restrepo.
- Estación del ferrocarril Quiebra.

Amagá (Camilo Restrepo)
- Estación del ferrocarril Camilo Restrepo.

Amagá (Piedecuesta)
- Estación del ferrocarril Piedecuesta.

Angelópolis
- Estación del ferrocarril Angelópolis.

Barbosa
- Estación del ferrocarril Barbosa.

Barbosa (El Hatillo)

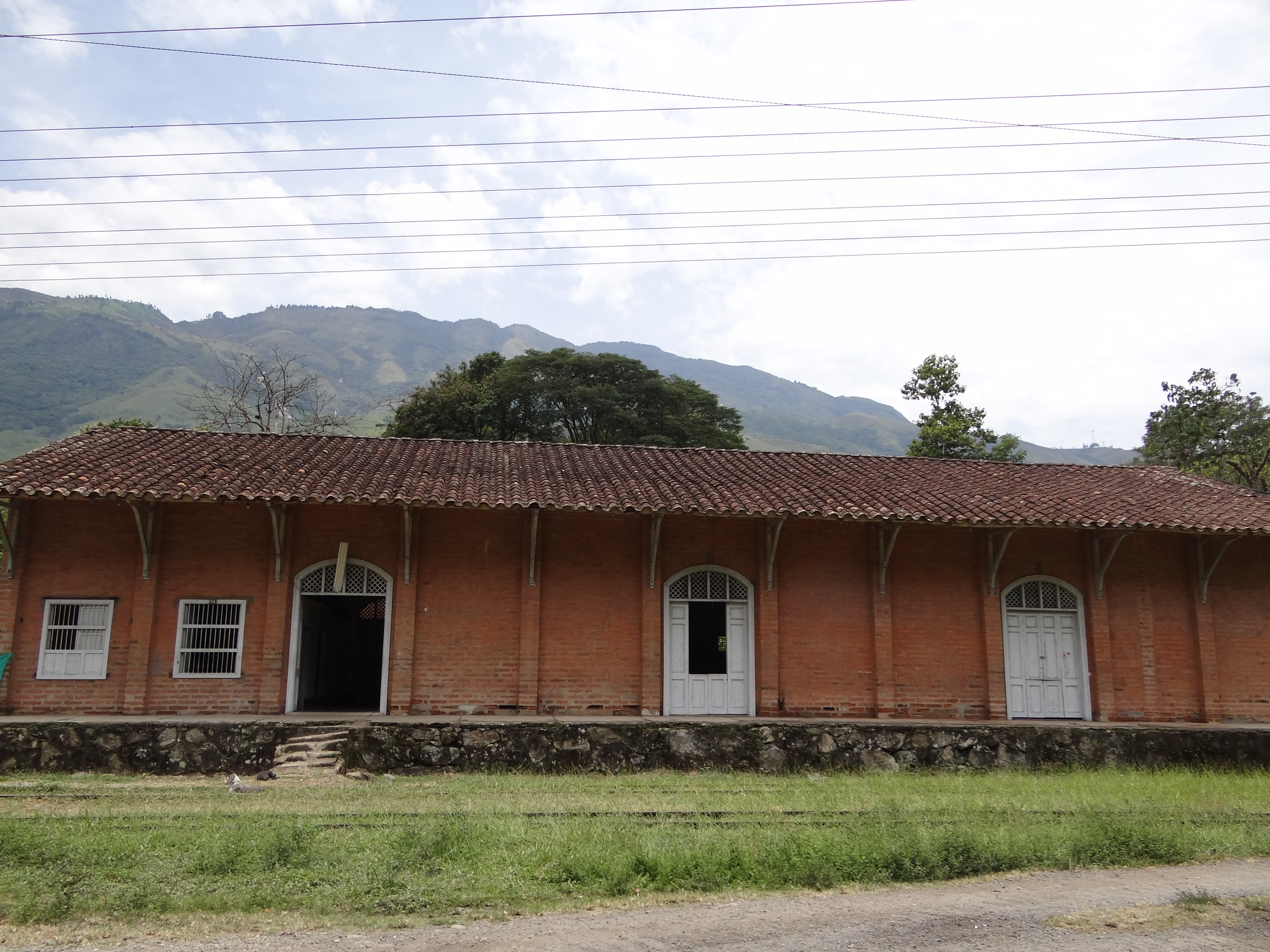
Bahnhof von El Hatillo

- Estación del Ferrocarril El Hatillo.

Barbosa (Isaza)
- Estación del ferrocarril Isaza.

Barbosa (Popalito)
- Estación del ferrocarril Popalito.

Bello
- Estación del ferrocarril Bello.

Caldas
- Estación del ferrocarril Caldas.

Caracolí
- Estación del ferrocarril Caracolí.
- Estación del ferrocarril F. Gómez.

Cisneros
- Estación del ferrocarril Cisneros.

Cisneros (el limón)
- Estación del ferrocarril El Limón.

Copacabana
- Estación del ferrocarril Copacabana.

Envigado
- Estación del ferrocarril Envigado.

Fredonia
- Estación del ferrocarril Fredonia.
- Estación del ferrocarril Jonas.

Fredonia (Los Palomos)
- Estación del ferrocarril palomos.

Girardota
- Estación del ferrocarril Girardota.

Itagüí
- Estación del ferrocarril Itagüí.

Jericó
- Estación del ferrocarril Jericó.

La Estrella
- Estación del ferrocarril Ancon.

La Estrella (la tablaza)
- Estación del ferrocarril La Tablaza.

Medellín
- Estación de ferrocarril El Bosque. Carrera 53 calle 77.
- Estación del ferrocarril Cisneros.
- Estación Medellín. Carrera 52 43-31.[1]

Puerto Berrío
- Estación de Los Monos.
- Estación del ferrocarril Cabañas.

Puerto Berrío (Calera)
- Estación del ferrocarril Calera.

Puerto Berrío (Cristalina)
- Estación del ferrocarril Cristalina.

Puerto Berrío (Grecia)
- Estación del ferrocarril Grecia.

Puerto Berrío (Malena)
- Estación del ferrocarril Malena.
- Estación del ferrocarril P/n del puerto.
- Estación del ferrocarril Puerto Berrío.
- Estación del ferrocarril Sabaletas.

Puerto Berrío (Virginias)
- Estación del ferrocarril Virginias.

Puerto Nare (La Magdalena)
- Estación del ferrocarril Argelia.

Puerto Nare (La Sierra)
- Estación del ferrocarril La Sierra.

Puerto Nare (la Magdalena)
- Estación del ferrocarril Nápoles.
- Estación del ferrocarril Puerto Nare.

Puerto Triunfo
- Estación del ferrocarril Cocorná.
- Estación del ferrocarril Puerto Pita.
- Estación del ferrocarril Puerto Triunfo.
- Estación del ferrocarril Totumos.

Sabaneta
- Estación del ferrocarril Sabaneta.

San Roque
- Estación del ferrocarril Caramanta.
- Estación del ferrocarril Conejo.
- Estación del ferrocarril Guacharacas.
- Estación del ferrocarril Neftalí Sierra.
- Estación del ferrocarril San Jorge.

San Roque (Providencia)
- Estación del ferrocarril Providencia.

San Roque (San José Nuestra Señora)
- Estación del ferrocarril San José.

Santa Bárbara (La Pintada)
- Estación del ferrocarril La Pintada.

Santo Domingo (Botero)
- Estación del ferrocarril Botero.

Santo Domingo (Santiago)
- Estación del ferrocarril Porce.

Santo Domingo (Porcecito)
- Estación del ferrocarril Porcecito.

Santo Domingo (Santiago)
- Estación del ferrocarril Santiago.
- Estación del ferrocarril Santo Domingo.

Sonsón
- Estación del ferrocarril La Miel.

Tarso
- Estación del ferrocarril Tarso.

Venecia
- Estación del ferrocarril San Julián.
- Estación del ferrocarril Venecia.

Venecia (Bolombolo)
- Estación del ferrocarril Tulio Ospina.
- Estación del ferrocarril Bolombolo.

Yolombó
- Estación del ferrocarril Sofía.

## Atlántico
Barranquilla

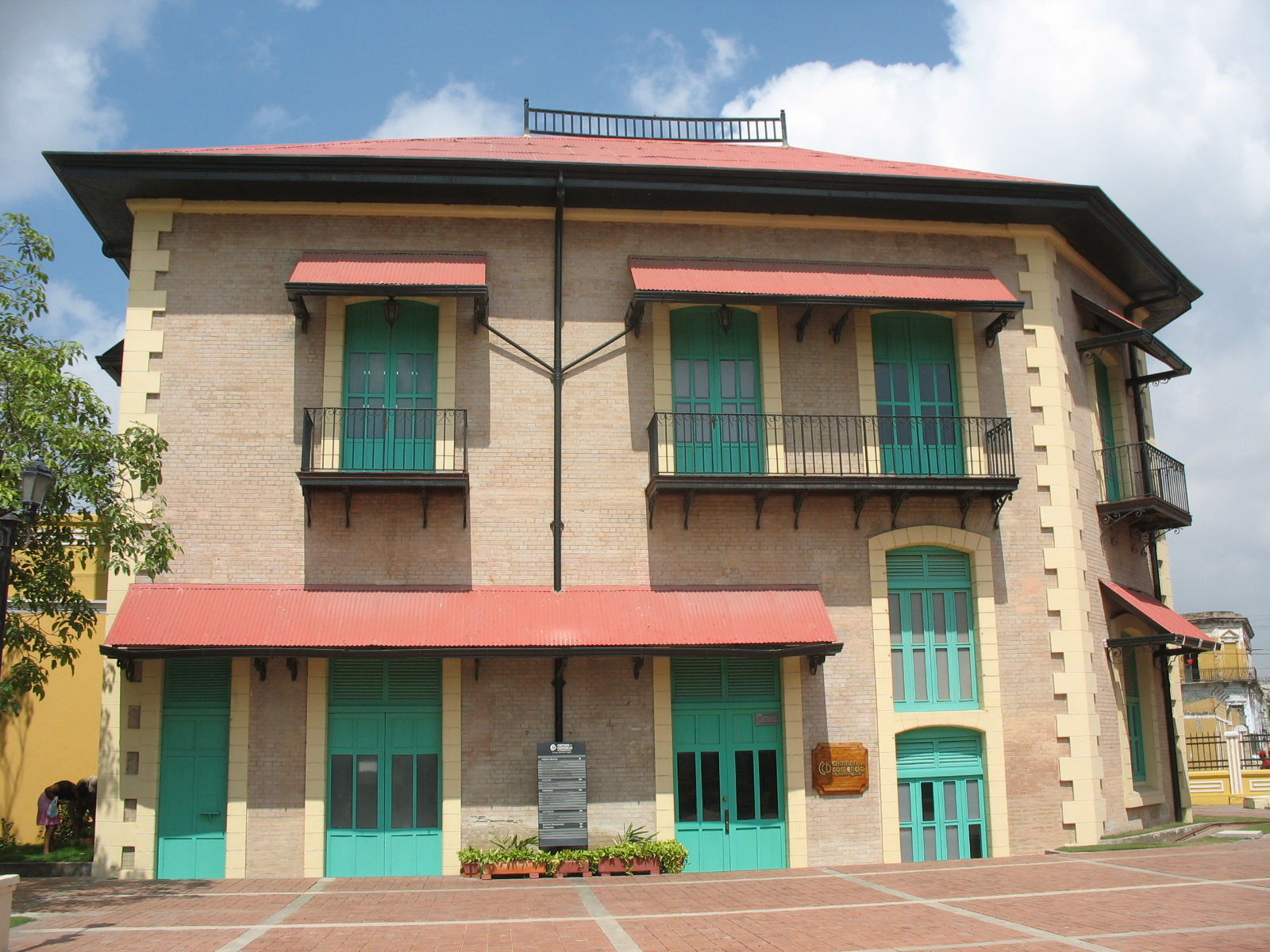
Montoya-Bahnhof

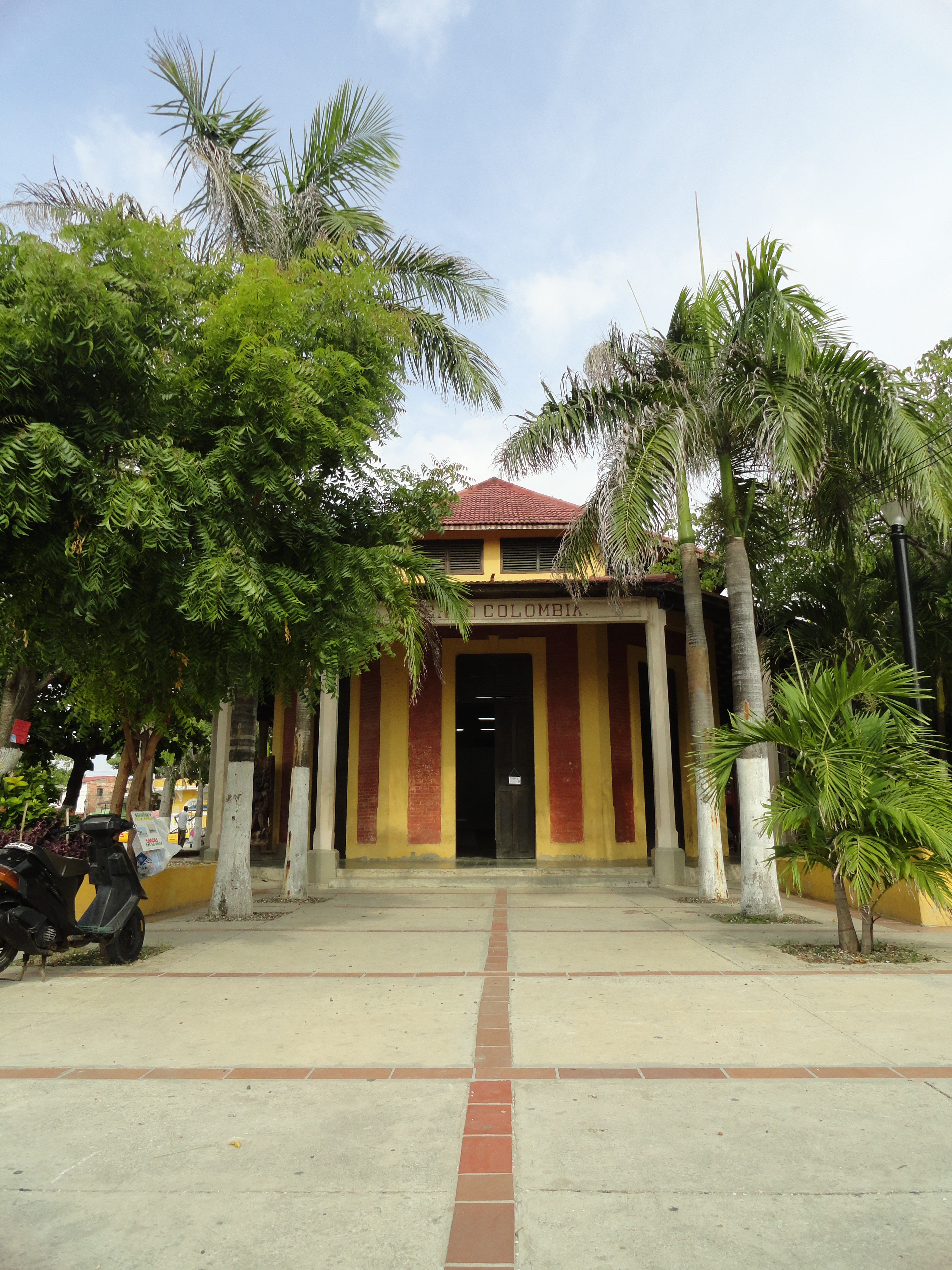
Bahnhof von Puerto Colombia

- Antigua Estación del Ferrocarril Montoya. Calle 39 carrera 50b.[4]

Puerto Colombia
- Estación del Ferrocarril Puerto Colombia.

## Bogotá
- Estación de la Sabana. Calle 13 18-24.[5]
- Bosa.
- Engativá.
- Fontibón (Bogotá).
- Estación del ferrocarril km 5.
- Estación del ferrocarril San Antonio. Carrera 33 entre calle 182 y calle 183.
- Usme.[6]
- Usaquén. Calle 110 carrera 10.

## Bolívar
Calamar
- Estación del ferrocarril calamar.

## Boyacá
Chiquinquirá
- Estación de Chiquinquirá.[7]

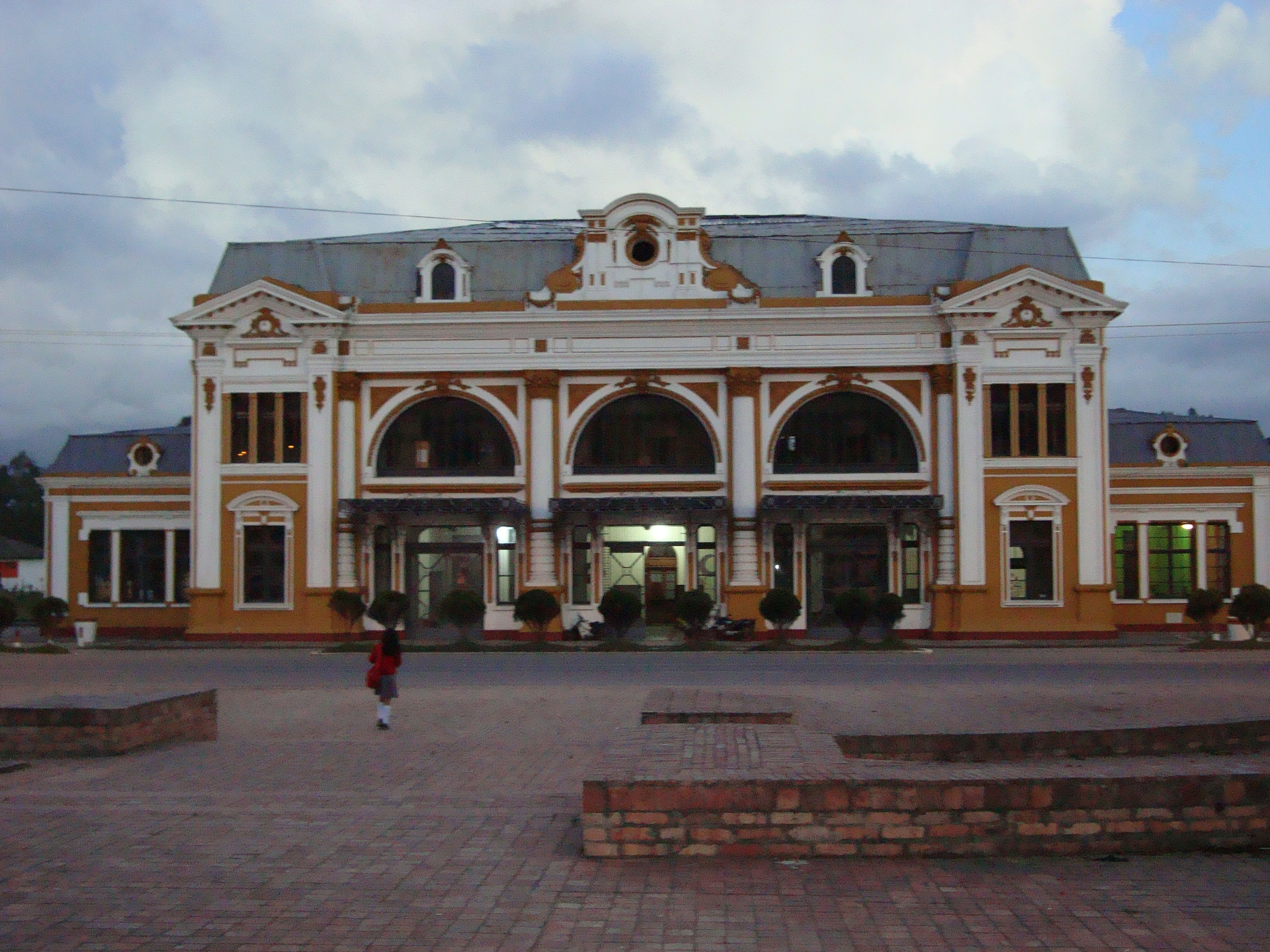
Bahnhof von Chiquinquirá.

- Estación del ferrocarril el fical.

Duitama
- Estación del ferrocarril Duitama.

Duitama (Surba y Bonza)
- Estación del ferrocarril Bonza.

Motavita
- Estación del ferrocarril Belencito.

Oicata
- Estación del ferrocarril Oicata.

Paipa
- Estación del ferrocarril Paipa.
- Estación del ferrocarril Soconsuca.

Saboya
- Estación del ferrocarril Saboya.

Saboya (Garavito)
- Estación del ferrocarril Garavito.

Samacá
- Estación del ferrocarril Samacá.
- Estación del ferrocarril Tierra negra.

Sogamoso
- Estación del ferrocarril Sogamoso.

Sotaquira
- Estación del ferrocarril Sotaquira.

Tibasosa
- Estación del ferrocarril Tibasosa.

Tunja
- Estación del ferrocarril Germania.
- Estación del ferrocarril La Vega.
- Estación del ferrocarril Páez Nuevo.
- Estación del ferrocarril Tunja.

Tuta (Boyacá)
- Estación del ferrocarril Tuta.

Ventaquemada
- Estación del ferrocarril Albarracín.
- Estación del ferrocarril Páez Viejo.
- Estación del ferrocarril Ventaquemada.

## Caldas
Aguadas
- Estación del ferrocarril Aguadas.
- Estación del ferrocarril La María.

Belalcázar
- Estación del ferrocarril Belalcázar.

Chinchiná
- Estación del ferrocarril Campo Alegre.
- Estación del ferrocarril La Capilla.
- Estación del ferrocarril Chinchiná.

Filadelfia
- Estación del ferrocarril Irra.

Filadelfia (El Pintado)
- Estación del ferrocarril El Pintado.

La Dorada
- Estación del ferrocarril Agustina.
- Estación del ferrocarril La Dorada.

La Dorada (Guarinocito)
- Estación del ferrocarril Guarinocito.

Manizales
- Estación del ferrocarril de Manizales.[8]

Neira
- Estación del ferrocarril El Bosque.

Pácora
- Estación del ferrocarril Pácora.

Palestina
- Estación del ferrocarril Arauca.

Risaralda
- Estación del ferrocarril Miranda.

Salamina
- Estación del ferrocarril La Felisa.
- Estación del ferrocarril Salamina.

Villamaría
- Estación del ferrocarril Villamaría.

Villamaría (Rio Claro)
- Estación del ferrocarril Rio Claro.

## Cauca
Buenos Aires
- Estación del ferrocarril El Hato.

Buenos Aires (San Francisco)
- Estación del ferrocarril San Francisco.

Cajibío
- Estación del ferrocarril Cajibío.

Morales
- Estación del ferrocarril Morales.

Morales (Matarredondo)
- Estación del ferrocarril matarredondo.

Piendamó
- Estación del ferrocarril piendamo.

Piendamó (Corrales)
- Estación del ferrocarril corrales.

Popayán
- Estación del ferrocarril Puracé.

Santander de Quilichao (Dominguillo)
- Estación del ferrocarril Santander de Quilichao.

Suárez
- Estación del ferrocarril Suárez.

Suárez (Gelima La Toma)
- Estación del ferrocarril Gelima.

## Cesar
Aguachica
- Estación del ferrocarril Cruce Patino.

Aguachica (Santa Lucía)
- Estación del ferrocarril Santa Lucía.

Aguachica (Torcoroma)
- Estación del ferrocarril San José de Torcoroma.

Chimichagua
- Estación del ferrocarril Champan.
- Estación del ferrocarril Zapatosa.

Chiriguana
- Estación del ferrocarril Aguas Frías.
- Estación del ferrocarril Chiriguana.

Chiriguana (Estación El Paso)
- Estación del ferrocarril El Paso.

El Copey
- Estación del ferrocarril Bosconia.
- Estación del ferrocarril Loma Colorada.

Gamarra
- Estación del ferrocarril Buturama.
- Estación del ferrocarril Gamarra.

Gamarra (Palenquillo)
- Estación del ferrocarril Palenquillo.

La Gloria
- Estación del ferrocarril La Gloria.

Pailitas (Palestina)
- Estación del ferrocarril Palestina.

San Alberto
- Estación del ferrocarril San Alberto.

Tamalameque
- Estación del ferrocarril Pelaya.

## Cundinamarca
Albán

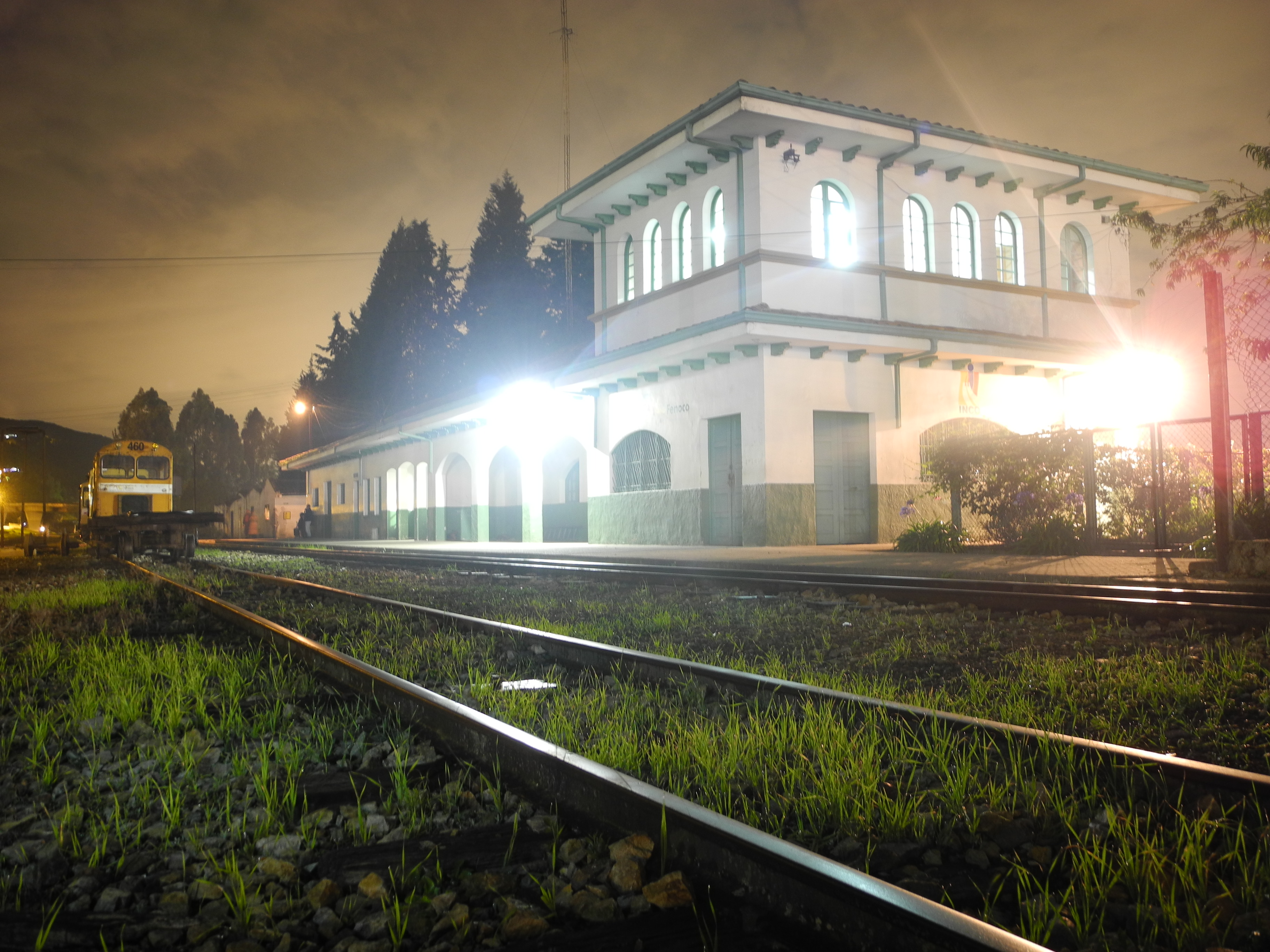
Bahnhof von Chía La Caro.

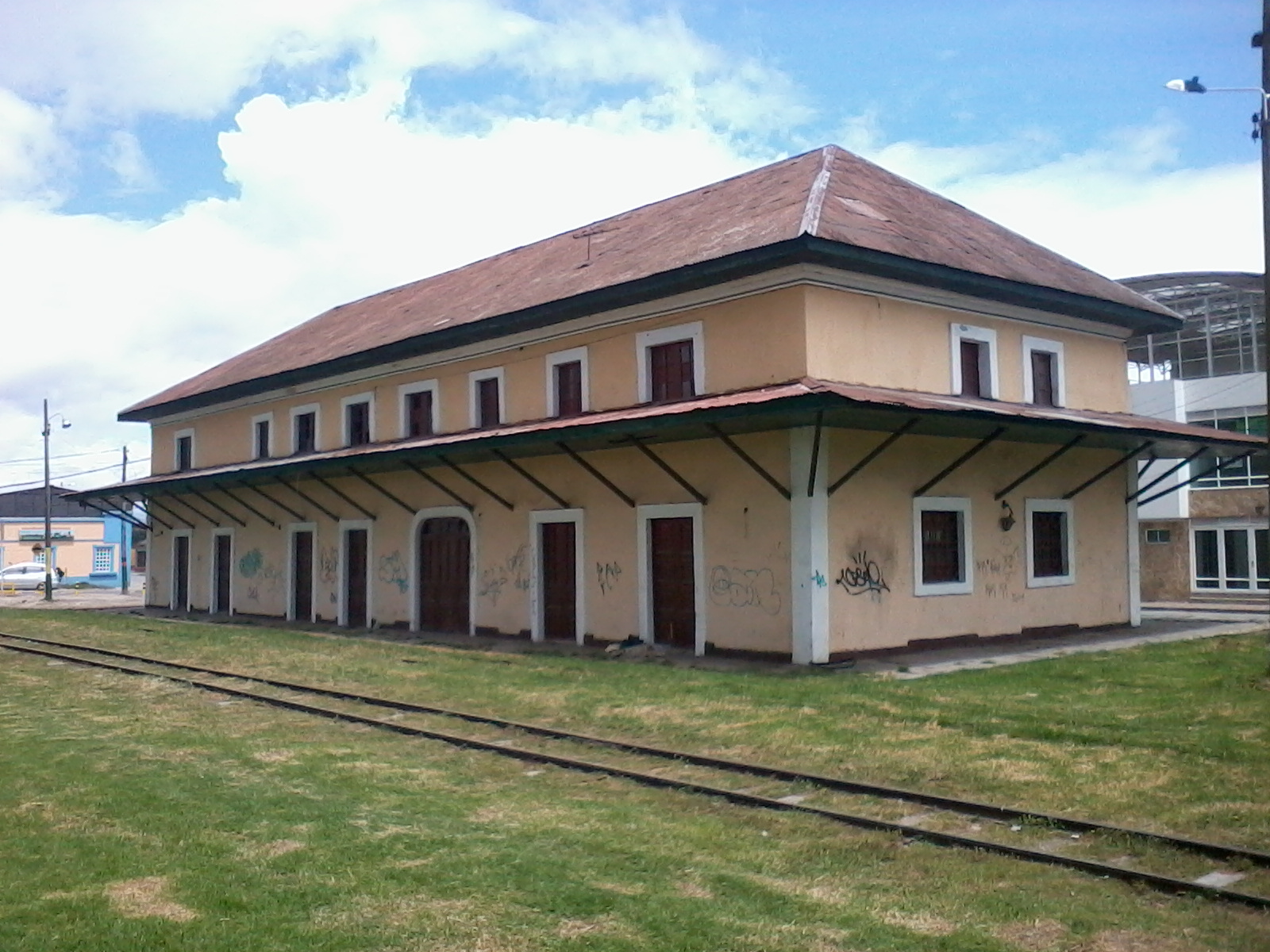
Bahnhof von Mosquera.

- Estación del ferrocarril Albán.
- Estación del ferrocarril La Frontera.
- Estación del ferrocarril Los Alpes.
- Estación del ferrocarril Namay.

Anapoima
- Estación del ferrocarril Anapoima.

Anapoima y San Antonio
- Estación del ferrocarril San Antonio.

Anolaima
- Estación del ferrocarril Petaluma.

Anolaima y La Florida
- Estación del ferrocarril La Florida.

Apulo
- Estación del ferrocarril Apulo.

Cachipay
- Estación del ferrocarril Cachipay.

Cajicá
- Estación del ferrocarril Cajicá. Calle 2 parque la estación.

Caparrapí
- Estación del ferrocarril Cambras.

Caparrapí y Córdoba
- Estación del ferrocarril Córdoba.

Caparrapí y El Dindal
- Estación del ferrocarril El Dindal.

Chía
- Estación del ferrocarril La Caro.

Chocontá

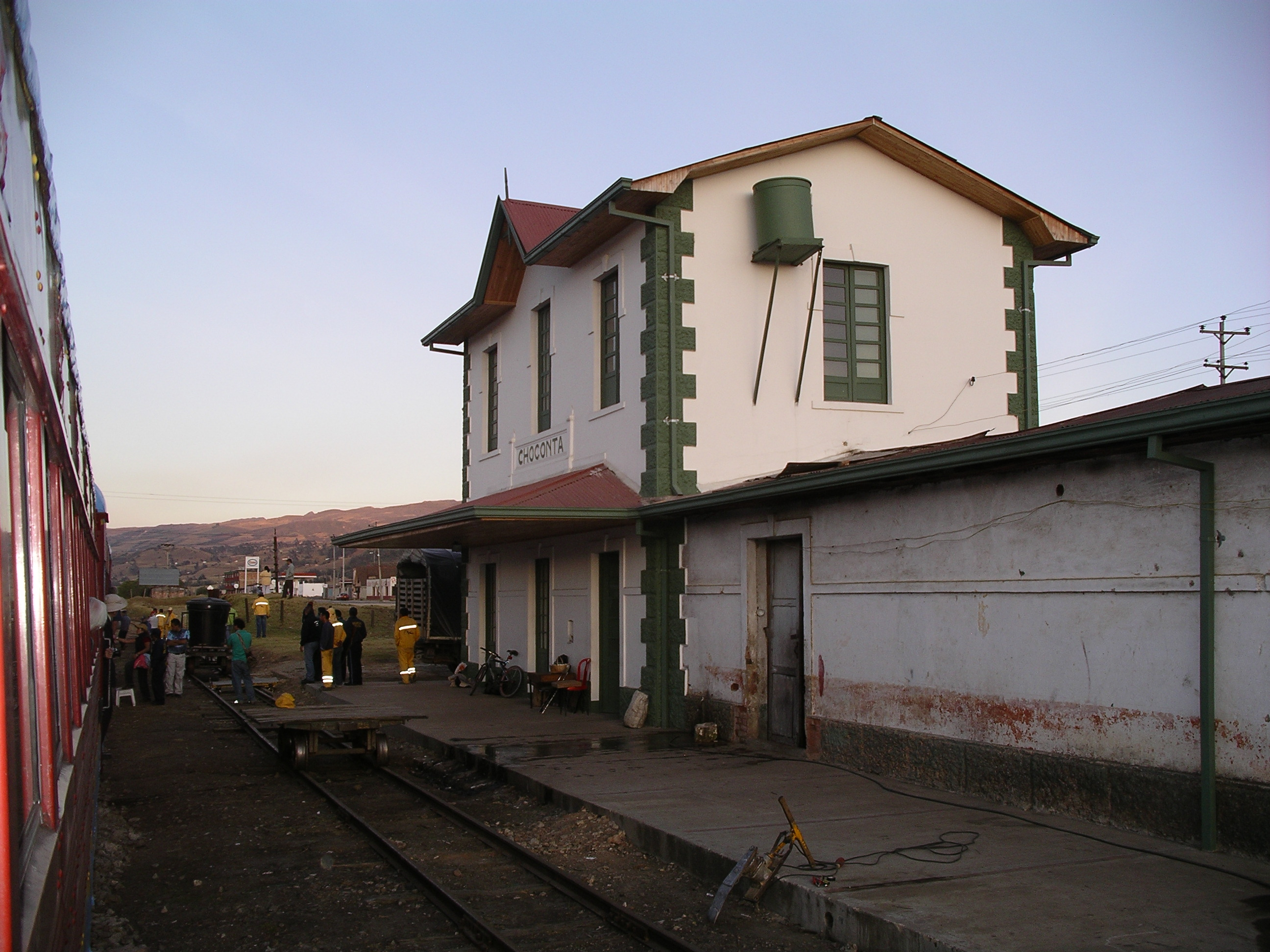
Bahnhof von Chocontá.

- Estación de Chocontá. Carrera 8 calle 11.[1]

Facatativá
- Estación del ferrocarril Cisneros.
- Estación del ferrocarril El Corzo.
- Estación del ferrocarril El Cruce.
- Estación del ferrocarril Facatativá.
- Estación del ferrocarril Manzano.

Facatativá – Zipacón – Anolaima – Cachipay – La Mesa – Anapoima – Apulo – Tocaima – Girardot
- Corredor férreo Facatativá-Girardot.[9]

Funza
- Estación del ferrocarril Funza.
- Estación del ferrocarril La Floresta.

Fúquene
- Estación del ferrocarril Fúquene.
- Estación del ferrocarril Guatancuy.
- Estación del ferrocarril Puerto Robles.

Gachancipá
- Estación de Gachancipá.[1]
- Estación del ferrocarril Rabanal.

Girardot
- Estación del ferrocarril Girardot.
- Estación del ferrocarril Yesal.

Guachetá
- Estación del ferrocarril Guachetá.

Guaduas y Guaduero
- Estación del ferrocarril guaduero.

La Mesa
- Estación del ferrocarril Doima.
- Estación del ferrocarril El Hospicio.
- Estación del ferrocarril La Mesa.
- Estación del ferrocarril La Salada.
- Estación del ferrocarril Pesquera.

La Mesa (La Esperanza)
- Estación del ferrocarril La Esperanza.

La Mesa (San Javier)
- Estación del ferrocarril Margaritas.

La Mesa (San Joaquín)
- Estación del ferrocarril San Joaquín.

Lenguazaque
- Estación del ferrocarril El Rhur.
- Estación del ferrocarril Lenguazaque.

Madrid
- Estación del ferrocarril Madrid.

Mosquera
- Estación del ferrocarril Mosquera.

Nemocón
- Estación del ferrocarril Nemocón.

Nimaima (Tobia)
- Estación del ferrocarril Tobia.

Puerto Salgar
- Estación del ferrocarril Brisas.

Puerto Salgar (Colorados)
- Estación del ferrocarril Colorados.
- Estación del ferrocarril México.
- Estación del ferrocarril Puerto Salgar.

San Juan de Río Seco (Cambao)
- Estación del ferrocarril Cambao.

Sasaima
- Estación del ferrocarril Sasaima.

Sasaima (La Victoria)
- Estación del ferrocarril La Victoria.

Sesquilé
- Estación del ferrocarril Sesquilé. Vereda Boitiva.

Simijaca
- Estación del ferrocarril Simijaca.

Soacha
- Estación del ferrocarril alicachin.
- Estación del ferrocarril chusaca.
- Estación del ferrocarril Soacha.
- Estación del ferrocarril Charquito.

Sopó (Briceño)
- Estación del ferrocarril Briceño.

Suesca
- Estación del ferrocarril El Crucero.
- Estación del ferrocarril La Laguna.
- Estación del ferrocarril Mogua.
- Estación del ferrocarril Suesca.

Susa
- Estación del ferrocarril Susa.

Tocaima
- Estación del ferrocarril Portillo.
- Estación del ferrocarril Salado.
- Estación del ferrocarril Tocaima.

Tocancipá
- Estación de Tocancipá.[1]

Útica
- Estación del ferrocarril Útica.

Villapinzón
- Estación del ferrocarril La Nevera.
- Estación del ferrocarril Villapinzón.

Villeta
- Estación del ferrocarril Bagazal.
- Estación del ferrocarril La Margarita.
- Estación del ferrocarril Mave.
- Estación del ferrocarril San Miguel.
- Estación del ferrocarril Villeta.

Zipacón
- Estación del ferrocarril Sebastopol.
- Estación del ferrocarril Tablanca.
- Estación del ferrocarril Zipacón.

Zipacón (El Ocaso)
- Estación del ferrocarril El Ocaso.

Zipacon (la capilla)
- Estación del ferrocarril La Capilla.

Zipaquirá
- Estación del ferrocarril Betania.
- Estación del ferrocarril Mortino.
- Estación del ferrocarril Zipaquirá.

## Huila
Neiva
- Estación del ferrocarril Neiva.

Neiva (Fortalecillas)
- Estación del ferrocarril Fortalecillas.

Villavieja
- Estación del ferrocarril Villavieja.

Villavieja (Golondrinas)
- Estación del ferrocarril Golondrinas.

Villavieja (Potosí)
- Estación del ferrocarril Potosí.

## Magdalena
Aracataca
- Estación del ferrocarril Aracataca.

Ciénaga
- Estación de ferrocarril Neerlandia.
- Estación del ferrocarril Ciénaga.
- Estación del ferrocarril Papares.

Ciénaga (Guamachito)
- Estación del ferrocarril Guamachito.

Ciénaga (Orihueca)
- Estación del ferrocarril Oricueta.

Ciénaga (Riofrío)
- Estación del ferrocarril Riofrio.

Ciénaga (Sevilla)
- Estación del ferrocarril Sevilla.

Fundación
- Estación del ferrocarril Algarrobo.
- Estación del ferrocarril Fundación.
- Estación del ferrocarril Lleras.

Santa Marta
- Estación del ferrocarril Pozos Colorados.

Santa Marta (Bonda)
- Estación del ferrocarril Bonda.

Santa Marta (Gaira)
- Estación del ferrocarril Gaira.

## Norte de Santander
Bochalema
- Estación del ferrocarril Bochalema. Escuela Penaviva. km 37 vía bochalema.
- Estación del ferrocarril Diamante.

Bochalema (la donjuana)
- Estación del ferrocarril la donjuana. Campamento ministerio de obras públicas.

Cúcuta
- Estación del ferrocarril Santa María.
- Estación del ferrocarril Moros.
- Estación del ferrocarril Carrillo.
- Estación del ferrocarril Aguaclara.
- Estación del ferrocarril Alonsito.
- Estación del ferrocarril Patillales. km 37 vía puerto Santander.
- Estación del ferrocarril Guayabal. Corregimiento de Guayabal.
- Estación del ferrocarril Agua Blanca. Corregimiento de Aguablanca.
- Estación del ferrocarril Oripaya. Corregimiento de Pripaya.
- Estación del ferrocarril km 52.
- Estación del ferrocarril Edén.
- Estación del ferrocarril La Esperanza. Schule.
- Estación del ferrocarril La Tigre.
- Estación del ferrocarril San Rafael. Avenida 1 26-56 26-58 26-60.
- Estación del ferrocarril la javilla. Schule.
- Estación del ferrocarril pamplonita o San Luis. Bodega empresas municipales. Diagonal 4 5-35.

Cúcuta (alto viento)
- Estación del ferrocarril alto viento.

Cúcuta (El Salado)
- Estación del ferrocarril El Salado. Escuela El Salado. Avenida 6 19-40 carrera 50.

Cúcuta (La Jarra)
- Estación del ferrocarril La Jarra.

Cúcuta (Puerto Santander)
- Estación del ferrocarril Puerto Santander. Plaza de mercado.

Villa del Rosario
- Estación del ferrocarril villa del rosario.

## Quindío
Armenia
- Estación del ferrocarril Armenia. Carrera 18 y carrera 19 calle 26. Resol. 001 31-i-1989.
- Estación del ferrocarril Ortega Díaz.

La Tebaida
- Estación del ferrocarril La Tebaida.
- Estación del ferrocarril Marabelis.

Montenegro
- Estación del ferrocarril Montenegro.

Quimbaya
- Estación del ferrocarril Carmelitas.
- Estación del ferrocarril Quimbaya.

## Risaralda
Dosquebradas
- Estación del ferrocarril Dosquebradas.

La Virginia
- Estación del ferrocarril Otún.

Pereira
- Estación del ferrocarril Belmonte.
- Estación del ferrocarril Pereira, actual biblioteca pública municipal e Instituto de Cultura de Pereira.
- Estación del ferrocarril La Hoya.
- Estación del ferrocarril La Marina.
- Estación del ferrocarril La Virginia.
- Estación del ferrocarril Nacederos, en la entrada al aeropuerto.
- Estación del ferrocarril Villegas, en la finca Galicia.

Pereira y Betulia.
- Estación del ferrocarril Betulia.

Pereira (La Selva)
- Estación del ferrocarril La Selva.

Pereira (Morelia)
- Estación del ferrocarril Morelia.

Pereira (Puerto Caldas)
- Estación del ferrocarril Puerto Caldas.

Pereira (San Joaquín)
- Estación del ferrocarril San Joaquín.

Santa Rosa de Cabal
- Estación del ferrocarril Guayabito.
- Estación del ferrocarril Gutiérrez.

Santa Rosa de Cabal (La Capilla)
- Estación del ferrocarril La Capilla.
- Estación del ferrocarril Santa Rosa de Cabal.

## Santander
Barrancabermeja
- Estación del ferrocarril Barrancabermeja.
- Estación del ferrocarril Cuatrobocas.
- Estación del ferrocarril Penjamo.

Bucaramanga (Estación Madrid)
- Estación del ferrocarril café Madrid.

Cimitarra
- Estación del ferrocarril Carare.
- Estación del ferrocarril San Juan.

Cimitarra (Puerto Olaya)
- Estación del ferrocarril Puerto Olaya.

Girón
- Estación del ferrocarril Palmas.

Lebrija
- Estación del ferrocarril puerto santos.

Lebrija (Chuspas)
- Estación del ferrocarril chuspas.

Lebrija (Conchal)
- Estación del ferrocarril conchal.

Lebrija (Vanegas)
- Estación del ferrocarril Vanegas.

Puente Nacional
- Estación de ferrocarril Límites.
- Estación del ferrocarril Guayabo.

Puente Nacional (Providencia)
- Estación del ferrocarril Providencia.
- Estación del ferrocarril Puente Nacional.

Puente Nacional (Los Robles)
- Estación del ferrocarril Los Robles.

Puerto Wilches
- Estación del ferrocarril El Cruce.
- Estación del ferrocarril García cadena.
- Estación del ferrocarril González-Vásquez.
- Estación del ferrocarril Puerto Wilches.

Puerto Wilches (puente Sogamoso)
- Estación del ferrocarril Sogamoso.

Rionegro
- Estación del ferrocarril Lebrija.

Sabana de Torres
- Estación del ferrocarril Celestino Mutis.
- Estación del ferrocarril Comuneros.
- Estación del ferrocarril Eloy Valenzuela.

Sabana de Torres (Provincia)
- Estación del ferrocarril Provincia.
- Estación del ferrocarril Sabana de Torres.

Sabana de Torres (Sabaneta)
- Estación del ferrocarril Sabaneta.

Simacota
- Estación del ferrocarril Opón.
- Estación del ferrocarril Pulpapel.

Simacota (Viscaina alta)
- Estación del ferrocarril Viscaina.

Vélez
- Estación del ferrocarril Montoyas.

## Tolima
Alvarado (Estación caldas)
- Estación del ferrocarril caldas.

Ambalema
- Estación del ferrocarril ambalema.
- Estación del ferrocarril Beltrán.

Armero (Guayabal)
- Estación del ferrocarril Armero.
- Estación del ferrocarril San Felipe.

Coello (Gualanday).
- Estación del ferrocarril Gualanday.

Coyaima
- Estación del ferrocarril Coyaima.

Coyaima (Castilla)
- Estación del ferrocarril Castilla.

El Espinal
- Estación del ferrocarril Espinal.
- Estación del ferrocarril Santa Ana.

El Espinal (Chicoral)
- Estación del ferrocarril Chicoral.

Guamo
- Estación del ferrocarril Guamo.

Honda
- Estación del ferrocarril Alfonso López.
- Estación del ferrocarril Honda.
- Estación del ferrocarril Perico.

Ibagué (Buenos Aires)
- Estación del ferrocarril buenos aires.

Ibagué (Picalena)
- Estación del ferrocarril picalena.

Mariquita
- Estación del ferrocarril Mariquita.

Natagaima
- Estación del ferrocarril Belu.
- Estación del ferrocarril Campamento Dussan.
- Estación del ferrocarril Natagaima.

Piedras (doima)
- Estación del ferrocarril Doima.

Saldaña
- Estación del ferrocarril Saldaña.

Venadillo (palmarrosa)
- Estación del ferrocarril palmarrosa.

## Valle del Cauca
Andalucía
- Estación del ferrocarril Andalucía.

Buenaventura
- Estación del ferrocarril Buenaventura.
- Estación del ferrocarril Pailón.
- Estación del ferrocarril Triana.

Buenaventura (Cisneros)
- Estación del ferrocarril Cisneros.

Buenaventura (Córdoba)
- Estación del ferrocarril Córdoba.

Buga
- Estación del ferrocarril Buga.

Bugalagrande
- Estación del ferrocarril Bugalagrande.
- Estación del ferrocarril La Uribe.

Caicedonia
- Estación del ferrocarril Caicedonia.

Cali
- Estación del ferrocarril Cali. Avenida 2 calle 25.[10]
- Estación del ferrocarril La Viga.

Cartago
- Estación del ferrocarril Cartago. Calle 6 calle 8 calle 9.

Dagua
- Estación del ferrocarril Dagua.
- Estación del ferrocarril Punta Dagua.
- Estación del ferrocarril San Joaquín.
- Estación del ferrocarril Vásquez Cobo.

Dagua (El Naranjo)
- Estación del ferrocarril El Naranjo.

Dagua (el palmar)
- Estación del ferrocarril El Palmar.

Dagua (la ventura)
- Estación del ferrocarril Ventura.

Dagua (lobo guerrero)
- Estación del ferrocarril lobo Guerrero.

El Cerrito
- Estación del ferrocarril El Cerrito.

Guacarí
- Estación del ferrocarril Guacari.

Jamundí
- Estación del ferrocarril Jamundí.

Jamundí (Guachinte)
- Estación del ferrocarril Guachinte.

Jamundí (timba)
- Estación del ferrocarril Timba.

La Cumbre
- Estación del ferrocarril Bitaco.
- Estación del ferrocarril La Cumbre.

La Cumbre (Lomitas)
- Estación del ferrocarril Lomitas.

La Victoria
- Estación del ferrocarril La Victoria.

Obando
- Estación del ferrocarril Obando.

Palmira
- Estación del ferrocarril Palmira. Carrera 33a calle 29 calle 30.
- Estación del ferrocarril Rioclaro.

Palmira (Caucaseco)
- Estación del ferrocarril Caucaseco.

Palmira (Guanabanal)
- Estación del ferrocarril Guanabanal.

Palmira (la manuelita)
- Estación del ferrocarril la manuelita.

Pradera
- Estación del ferrocarril Pradera.

San Pedro
- Estación del ferrocarril San Pedro.

Sevilla (corozal)
- Estación del ferrocarril Corozal.

Tuluá
- Estación del ferrocarril Tuluá.

Ulloa
- Estación del ferrocarril Ulloa.

Yumbo
- Estación del ferrocarril Yumbo.

Yumbo. Puerto Isaacs.
- Estación del ferrocarril Puerto Isaacs.

Zarzal
- Estación del ferrocarril Álvarez Salas.
- Estación del ferrocarril Zarzal.

Zarzal (La Paila)
- Estación del ferrocarril La Paila.

Zarzal (Vallejuelo)
- Estación del ferrocarril Vallejuelo